# Canton de Sainte-Luce
Le canton de Sainte-Luce est une ancienne division administrative française située dans le département et la région de la Martinique.

## Géographie
En Martinique, le canton de Sainte-Luce correspondait à la seule commune de Sainte-Luce dans l'arrondissement du Marin.

## Histoire
À la suite des élections territoriales de décembre 2015 concernant la collectivité territoriale unique de Martinique, le conseil régional et le conseil général sont remplacés par l'assemblée de Martinique. De fait, les cantons disparaissent.

## Administration
| Période                                                 | Période       | Identité            | Étiquette                        | Qualité                                                                   |
| ------------------------------------------------------- | ------------- | ------------------- | -------------------------------- | ------------------------------------------------------------------------- |
| 1964                                                    | 1994          | Jean Maran          | SFIO puis Centriste puis UDF-PSD | Professeur de collège Maire de Sainte-Luce (1965-1990) Député (1986-1988) |
| 1994                                                    | 2002          | Edgar Thirault      | DVD                              | Agent de police municipale                                                |
| 2002                                                    | 2008          | Louis Crusol        | PPM                              | Maire de Sainte-Luce (1990-2014)                                          |
| 2008                                                    | décembre 2015 | Jean-Philippe Nilor | MIM                              | Député depuis 2012                                                        |
| Les données antérieures ne sont pas encore mentionnées. |               |                     |                                  |                                                                           |

## Composition
Le canton de Sainte-Luce se composait uniquement de la commune de Sainte-Luce et comptait 10 083 habitants (population municipale) au 1er janvier 2012,.

## Démographie
| 1961 | 1967  | 1974  | 1982  | 1990  | 1999  | 2006  | 2009  | 2012   |
| ---- | ----- | ----- | ----- | ----- | ----- | ----- | ----- | ------ |
| -    | 3 978 | 4 124 | 4 478 | 5 881 | 7 724 | 8 910 | 9 684 | 10 083 |